# Стеховская
Стеховская — деревня в Шенкурском районе Архангельской области. Входит в состав муниципального образования «Шеговарское».

## География
Деревня расположена в южной части Архангельской области, в таёжной зоне, в пределах северной части Русской равнины, в 25 километрах на север от города Шенкурска, на правом берегу реки Вага. Ближайшие населённые пункты: на западе, на противоположном берегу реки, деревня Медлеша.
Часовой пояс
Стеховская, как и вся Архангельская область, находится в часовой зоне МСК (московское время). Смещение применяемого времени относительно UTC составляет +3:00.

## Население
| 2002 | 2010 | 2012 |
| ---- | ---- | ---- |
| 11   | ↘1   | ↗2   |

## История
Первые храмы  близ селения Стеховское были построены при участии Варлаама Важского. Впоследствии здесь располагался центр Химаневского прихода.
Указана в «Списке населённых мест Архангельской губернии к 1905 году» как деревня Стеховское (Погостъ) насчитывает 35 дворов, 113 мужчин и 125 женщин. Отмечено наличие в поселении церкви и школы. В административном отношении деревня входила в состав Химановского сельского общества Предтеченской волости Шенкурского уезда.
На 1 мая 1922 года в поселении 51 двор, 95 мужчин и 137 женщин.

## Достопримечательности
В деревне находится храмовый комплекс Химаневского прихода, состоящий из двух церквей:
Церковь Рождества Христова  Объект культурного наследия № 2900558002  — каменный храм, построенный в период с 1865 по 1868 годы по проекту архитектора Угрюмова. Представлял собой  четверик, завершённый световым барабаном, с востока примыкала гранёная апсида, а с запада трапезная и колокольня со шпилем. В 1920-е годы церковь была частично разобрана, и в настоящий момент находится в руинированом состоянии: остались только стены четверика.
Церковь Флора и Лавра  Объект культурного наследия № 2900558001  — деревянная церковь, построенная в 1887 году на средства прихожан по проекту губернского архитектора Гарлицкого. Представляет собой прямоугольный в плане, двусветный четверик с примыкающей с восточной стороны апсидой и с примыкающим с западной стороны притвором. Четырехскатная кровля четверика увенчана восьмигранным барабаном с небольшой луковичной гранёной главкой. Церковь обшита тёсом.